# Boris Grishenko
Boris Ivanovich Grishenko é um personagem do filme 007 contra Goldeneye, da série cinematográfica do espião britânico James Bond, criado por Ian Fleming.

## Características
O personagem é um brilhante programador e hacker de computadores, que já conseguiu entrar no site do Departamento de Justiça dos Estados Unidos. Confiante, egocêntrico, espirituoso, não-conformista e algo caricato, muitas vezes usa o bordão: "Eu sou invencível!" para mostrar seus talentos como hacker e analista de sistemas.
Depois de trair seus colegas do centro de Severnaya, causando a morte de todos, ele goza o poder que lhe foi dado como controlador dos computadores do coração da base da prganização 'Janus', comandada pelo vilão Alec Trevelyan. Boris insulta sarcasticamente a inteligência de Natalya Simonova, sua colega de programação e única sobrevivente do massacre de Severnaya, quando ela, ao penetrar com James Bond no centro da Janus, tem acesso ao computador central. Mas é posto em seu lugar quando Simonova consegue bloquear seu computador trocando os códigos de acesso.

## Filme
Cúmplice e capanga do General Ourumov e de Alec Trevelyan, Boris sobrevive ao massacre da estação de rastreamento de Severnaya, onde trabalha, sem saber que a colega Natalya Simonova também conseguiu sobreviver. Quando Orumov descobre que Natalya também escapou, usa-o para atraí-la a uma armadilha, onde ela é raptada, com a ajuda de Xenia Onatopp.
Boris volta a aparecer no fim do filme, como chefe dos programadores da 'Janus', a organização criminosa de Trevelyan, na base secreta em Cuba, de onde pretende usar os pulsos magnéticos do satélite Goldeneye para criar o caos no sistema financeiro britânico, permitindo enormes lucros a todos. No clímax da trama, ele posiciona a antena parabólica da base em direção ao satélite, pronto para enviar os dados de que o alvo da ação é Londres. Entretanto, Natalya, que foi feita prisionaieia ali junto com James Bond, consegue numa ação brusca bloquear o computador de Boris e direcionar as emissões do Goldeneye inofensivamente para o mar colocando-o em rota de reentrada na atmosfera.
Ameaçado por Alec para desfazer o que Natalya fez, Boris nada pode fazer pois Bond destrói a gigantesca antena parabólica da base, pouco antes da própria base ser explodida. Ele morre petrificado coberto de hidrogênio líquido que jorra da explosão dos tanques sobre o complexo, pouco depois de lançar seu brado "Eu sou invencível!", ao crer que havia sobrevivido à destruição.